# (29585) Johnhale
(29585) Johnhale est un astéroïde de la ceinture principale.

## Description
(29585) Johnhale est un astéroïde de la ceinture principale. Il fut découvert le 20 mars 1998 à Socorro (Nouveau-Mexique) par le projet LINEAR. Il présente une orbite caractérisée par un demi-grand axe de 3,08 UA, une excentricité de 0,14 et une inclinaison de 3,3° par rapport à l'écliptique.